# Eurípedes Cardoso de Menezes
Eurípedes Cardoso de Meneses (Campinas, 23 de setembro de 1909 – Rio de Janeiro, 24 de setembro de 2008) foi um professor, teólogo, escritor e político brasileiro, filho de Américo Cardoso de Meneses e de Maria Isabel Grady Cardoso de Meneses.

## Biografia
Formou-se em ciências e letras, filosofia e teologia pelas faculdades de teologia do Rio de Janeiro, então Distrito Federal, de São Paulo e do Rio Grande do Sul.
Pastor protestante convertido ao catolicismo, fez parte da Ação Integralista Brasileira (AIB), movimento de caráter anticomunista, corporativista, conservador e ultranacionalista liderado por Plínio Salgado. Em 1935 passou a dirigir a revista Anauê, a principal revista do movimento integralista no Brasil.
Na década de 1940 criou na Rádio Nacional do Rio de Janeiro o programa Comentários, que se manteve no ar por muitos anos. Diretor-geral do Serviço de Assistência a Menores (SAM) do Ministério da Justiça e Negócios Interiores durante o governo Eurico Gaspar Dutra (1946-1951), participou em 1952 do I Congresso Interamericano de Pais de Família, realizado em Lima, no Peru. No dia 1º de setembro desse ano, realizou sua primeira meditação matinal na Rádio Nacional. Suas palestras, abordando variados temas sob a ótica cristã, seriam transmitidas por essa rádio durante 40 anos.
Em outubro de 1954 elegeu-se deputado federal pelo Distrito Federal na legenda do Partido Social Democrático (PSD), assumindo o mandato em fevereiro do ano seguinte. Em 1957 participou do I Seminário Interamericano pela Liberdade de Ensino, realizado em Montevidéu, e do II Congresso Mundial de Apostolado, reunido em Roma. Reelegeu-se em outubro de 1958, agora na legenda da União Democrática Nacional (UDN), e em 1960, com a transferência da capital federal para Brasília e a criação do estado da Guanabara, passou a representar essa nova unidade da Federação. Ainda em 1960, participou do I Congresso Mundial das Congregações Marianas, em Newark, nos EUA, voltando a este país em 1962 para, na condição de membro efetivo da Comissão de Educação e Cultura da Câmara dos Deputados, visitar as principais universidades norte-americanas.
Em outubro de 1962, ainda na legenda da UDN, obteve seu terceiro mandato na Câmara. Com a extinção dos partidos políticos pelo Ato Institucional nº 2 (27 de outubro de 1965) e a posterior instauração do bipartidarismo, filiou-se à Aliança Renovadora Nacional (ARENA), partido de sustentação do regime militar instaurado no país em abril de 1964. Em 1966 participou do II Congresso Mundial do Comitê de Defesa da Civilização Cristã e do VIII Congresso Mundial de Parlamentares e Líderes Cristãos, realizados respectivamente em Lisboa e em Cambridge, na Inglaterra. Presidente da Confederação Católica Arquidiocesana, em sua campanha de reeleição à Câmara dos Deputados em 1966 foi apresentado pelo Jornal do Brasil como líder de projeção nos meios cristãos do Rio de Janeiro, com destacada atuação no combate ao comunismo. Sob o lema “é preciso formar a consciência política dos cristãos e a consciência cristã dos políticos”, apresentava como plataforma a luta intransigente contra os inimigos e a atenção para com os problemas do país.
Reeleito em novembro de 1966 na legenda da ARENA, no ano seguinte foi um dos representantes brasileiros no II Congresso das Comunidades de Cultura Portuguesa, realizado em Moçambique, então colônia portuguesa na África. Nessa legislatura foi ainda vice-presidente e presidente da Comissão de Educação e Cultura da Câmara dos Deputados. Obteve novo mandato de deputado federal no pleito de novembro de 1970, pela ARENA, assumindo no ano seguinte a presidência da Comissão Especial para Integração dos Povos da Comunidade de Língua Portuguesa. Voltou a presidir a Comissão de Educação e Cultura e participou, como suplente, das comissões de Fiscalização Financeira e Tomada de Contas e de Trabalho e Legislação Social. Licenciou-se da Câmara em 1972 para realizar o curso da Escola Superior de Guerra (ESG). No pleito de novembro de 1974 conseguiu a terceira suplência de deputado federal, e em janeiro de 1975 deixou a Câmara, ao concluir seu quinto mandato.
Eleito vereador no município do Rio de Janeiro em novembro de 1976, já depois da fusão do estado da Guanabara com o estado do Rio, tendo sido empossado em fevereiro de 1977, foi escolhido líder do governo do prefeito Marcos Tamoyo na Câmara Municipal. Em maio do ano seguinte tornou-se conselheiro do Tribunal de Contas do Rio de Janeiro, indicado pelo governador Floriano Peixoto Faria Lima, abandonando então a Câmara Municipal. Ocupou seu novo cargo até 1979, quando se aposentou por limite de idade.
Em 1992 deixou a Rádio Nacional, passando a apresentar suas palestras cristãs em um programa diário na Rádio Imprensa. Exerceu esta atividade até o início de 1999.
Casado com Maria Otoni Cardoso de Meneses, teve dez filhos.
Faleceu no Rio de Janeiro no dia 24 de setembro de 2008.

## Obras publicadas
- Aos Irmãos Separados (1948)
- De Claridade em Claridade (1960)
- Aos Lusíadas de Hoje
- bom pastor (1969)
- Os Direitos do Brasil na Antártica (1971)
- Política Externa (1971)
- A Antártida e os desafios do futuro (1982)
- O santo sudário à luz da ciência (1987)
- O auto-retrato de Jesus (1990)
- Quinzena inesquecível (1992)